# Фолькманн фон Фолькмар, Вильгельм
Вильгельм Фолькманн фон Фолькмар (нем. Wilhelm Fridolin Volkmann; 1821—1877) — австрийский философ

 и психолог.

## Биография
Родился 25 сентября 1821 года в Праге, где и получил образование в малостранской гимназии; затем изучал там сначала юриспруденцию, а затем философию, получив докторскую степень по философии в 1845 году, а в 1846 году — хабилитацию в Пражском университете по эстетике, а позже по психологии
В 1846 году он стал лектором эстетики, а затем философии в Пражском университете, а в 1856 году — экстраординарным профессором, с 1861 года — ординарный профессор теоретической и практической философии и их истории. С 1875 года — член государственного школьного совета Богемии.
С 1874 года — член-корреспондент Австрийской академии наук.

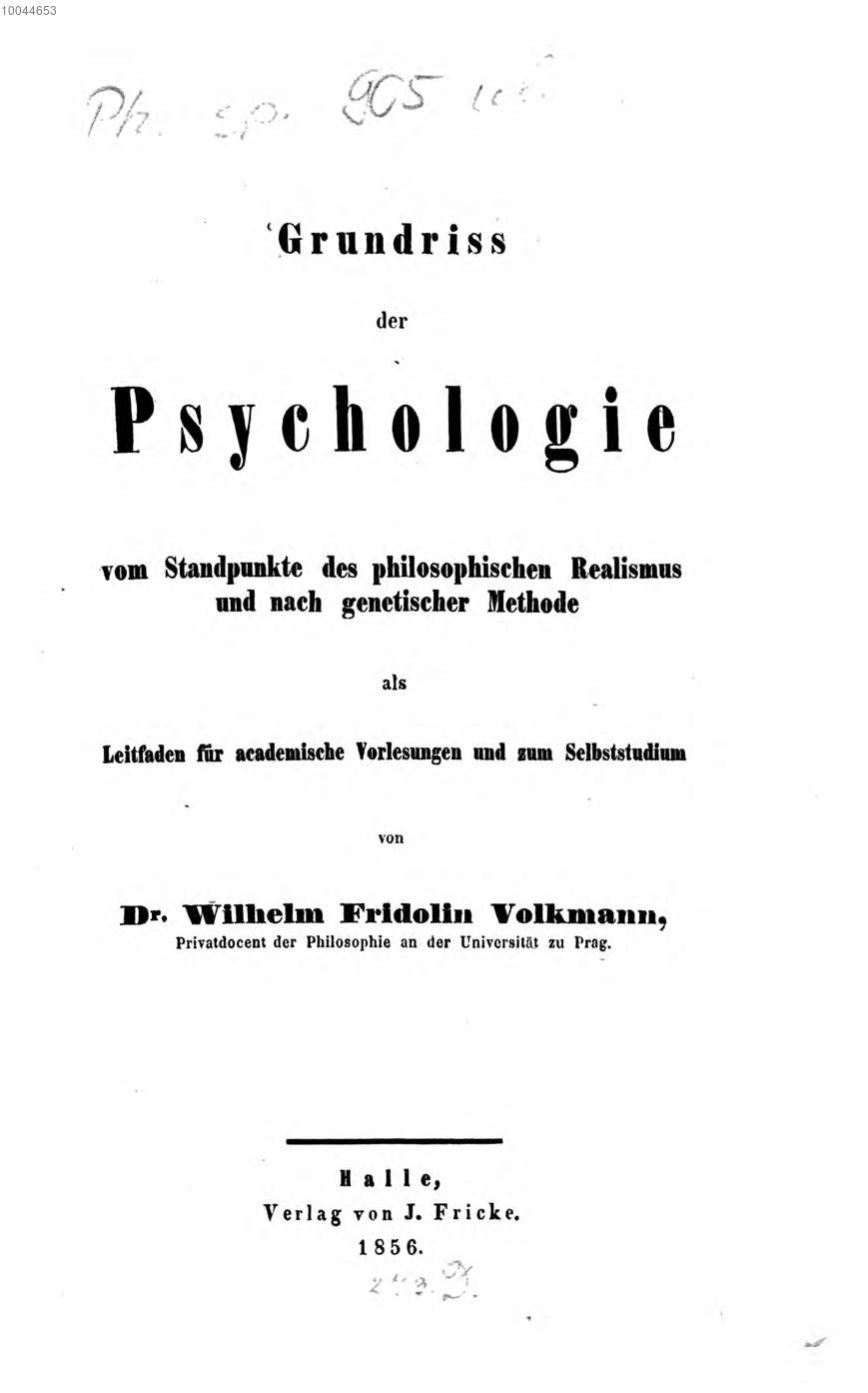

Его главными исследованиями были психологические идеи Гербарта, наиболее заметным толкователем которых Фолькманн, вероятно, был. Самая важная публикация Фолькмана: Lehrbuch der Psychologie vom Standpunkte des philosophischen Realismus («Трактат о психологии с точки зрения философского реализма», 1856 г.; 4-е изд., Корнелиус, 1894—1895). Особенно странным является поддержка Фолькманном гипотезы Гербарта о локализации души в головном мозгу в математической точке, хотя нелепость этого была ясно доказана Кантом и Фихте и даже раньше их: уже Спиноза и Лейбниц признали мысль Декарта о локализации души в математической точке (glandula pinealis) несостоятельной.
Был награждён орденом Железной короны.
С раннего возраста он страдал легочной болезнью, но прожил более 55 лет; скончался в Праге 13 января 1877 года.